# Polymastia
Polymastia è un genere di Demospongiae della famiglia Polymastiidae.

## Specie
- Polymastia agglutinans (Lamarck, 1815)
- Polymastia andrica
- Polymastia boletiformis (Bowerbank, 1874)
- Polymastia conigera (Bowerbank, 1866)
- Polymastia inflata (O. F. Mueller, 1806)
- Polymastia infrapilosa
- Polymastia kurilensis (Koltum, 1962)
- Polymastia loganoides
- Polymastia mamillaris[1] (O. F. Mueller, 1806)
- Polymastia pacifica (Lambe, 1894)
- Polymastia robusta
- Polymastia sol (Schmidt, 1910)
- Polymastia spinula (Cabioch, 1968)